# Veräußerungsanzeige
Bei einer Veräußerungsanzeige unterscheidet man zwischen der Fahrzeugveräußerung und der Grundstücksveräußerung.

## Fahrzeugveräußerung
Die Veräußerungsanzeige nach der Fahrzeug-Zulassungsverordnung (FZV) ist die bei einem Wechsel in der Person des Halters eines zulassungspflichtigen Fahrzeugs erforderliche Mitteilung an die Zulassungsbehörde zum Zweck der Berichtigung der Fahrzeugregister. Sie obliegt dem bisherigen Halter oder Eigentümer des Fahrzeugs und hat unverzüglich zu erfolgen. Die Einzelheiten sind in § 13 Abs. 4 FZV geregelt. Danach muss die Mitteilung das Kennzeichen des Fahrzeugs, Namen, Vornamen und vollständige Anschrift des Erwerbers sowie dessen Bestätigung enthalten, dass die Zulassungsbescheinigung und die Kennzeichenschilder übergeben wurden.
Kommt der bisherige Halter oder Eigentümer seiner Mitteilungspflicht gegenüber der Zulassungsbehörde nicht nach oder wird das Fahrzeug nicht unverzüglich umgemeldet oder außer Betrieb gesetzt oder erweisen sich die mitgeteilten Daten des neuen Halters oder Eigentümers als nicht zutreffend, kann die Zulassungsbehörde die Zulassungsbescheinigung im Verkehrsblatt mit einer Frist von vier Wochen zur Vorlage bei ihr aufbieten. Mit erfolglosem Ablauf des Aufgebots endet die Zulassung des Fahrzeugs (§ 13 Abs. 4 Satz 4 und 5 FZV) und das Fahrzeug wird durch die Zulassungsbehörde außer Betrieb gesetzt.
Die Veräußerung des Fahrzeugs ist gemäß § 97 Abs. 1 Satz 1 VVG (Versicherungsvertragsgesetz (Deutschland)) außerdem unverzüglich dem Versicherer anzuzeigen. Grund hierfür ist, dass der Erwerber des Fahrzeugs anstelle des bisherigen Eigentümers in die sich aus dem Versicherungsverhältnis ergebenden Rechte und Pflichten eintritt (§ 95 Abs. 1 VVG). Der Versicherer muss den Eintritt des Erwerbers erst gegen sich gelten lassen, wenn er hiervon Kenntnis erlangt hat (§ 95 Abs. 3 VVG). Ist die Anzeige unterblieben, ist der Versicherer grundsätzlich nicht zur Leistung verpflichtet, wenn der Versicherungsfall später als einen Monat nach dem Zeitpunkt eintritt, zu dem die Anzeige dem Versicherer hätte zugehen müssen, und der Versicherer den mit dem bisherigen Eigentümer bestehenden Vertrag mit dem Erwerber nicht geschlossen hätte (§ 97 Abs. 1 Satz 2 VVG). Ausnahmen von der Leistungsfreiheit des Versicherers regelt § 97 Abs. 2 VVG.
Mit der Veräußerungsanzeige benachrichtigt die Zulassungsstelle (bis ca. 2014) das für die Verwaltung der Kfz-Steuer zuständige Finanzamt bzw. (ab ca. 2014) das für die Verwaltung der Kfz-Steuer zuständige Hauptzollamt.

## Grundstücksveräußerung
Im Falle einer Grundstücksveräußerung ist der den Vertrag beurkundende Notar gemäß § 18 GrEStG (Grunderwerbsteuergesetz (Deutschland)) verpflichtet, dem zuständigen Finanzamt schriftlich Anzeige von der Grundstücksveräußerung zu erstatten.